# Józef Rada
Józef Rada O.A.R (ur. 17 listopada 1861 w Saragossie, zm. 25 lipca 1936 w Motril) – błogosławiony Kościoła katolickiego, ojciec zakonny zakonu augustianów rekolektów.
W wieku 16 lat wstąpił do nowicjatu augustianów w Monteagudo. 1 czerwca 1884 roku, razem z o. Leonem Inchaustim został przeniesiony do Manili na Filipinach, gdzie został wyświęcony na kapłana w listopadzie 1884 roku w Cebu City. Przez 14 lat był proboszczem na wyspie Bohol. W czasie rewolucji antyhiszpańskiej przez trzy miesiące był więziony. W 1912 roku przełożeni skierowali go do Brazylii, gdzie pracował na misjach w stanie Minas Gerais. W 1925 roku wrócił do Hiszpanii i przebywał we wspólnocie w Andaluzji, a od 1936 roku w Montril. Jego apostolat poświęcony był głównie spowiedzi i głoszeniu Ewangelii.
W czasie hiszpańskiej wojny domowej w pełni świadomy zagrożenia pozostał w Motril. W dniu śmierci został wyprowadzony siłą przez milicję z klasztoru   na ulicę i rozstrzelany wraz z czterema współbraćmi.
Beatyfikowany przez papieża Jana Pawła II w grupie ośmiu męczenników z Motril, ofiar „z nienawiści do wiary”.